# 美制单位

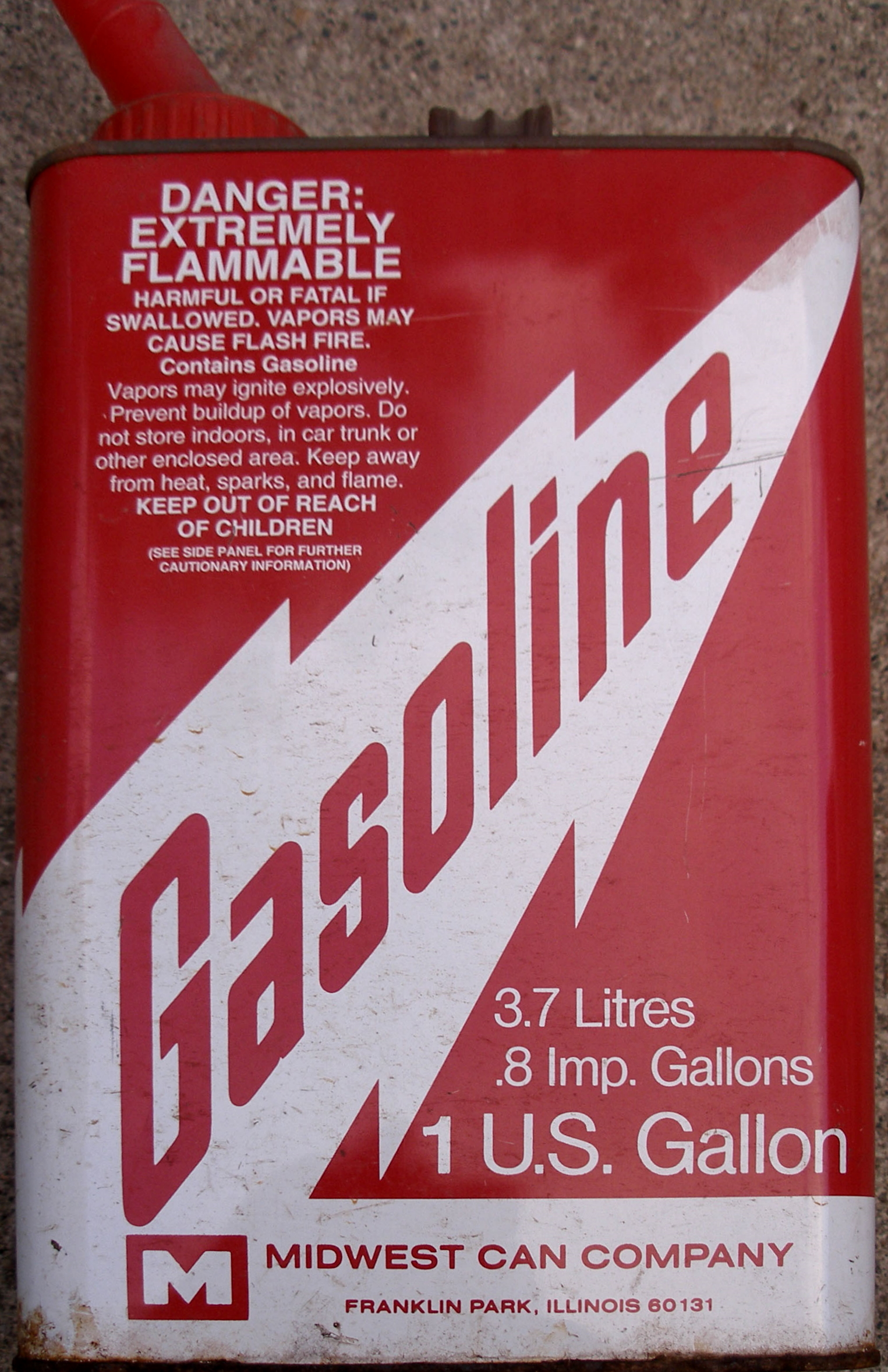
一美制加侖大約等於0.8英制加侖

截至2019年使用公制、英制和美制慣用系統的國家/地區

美制单位，又称美式英制单位，是目前在美國被普遍使用的一种计量单位制，可被视为英制单位的一种。
美国的日常生活及商业活动中主要采取美制单位测量，而在科学、医学、以及许多工业领域，连同美国军方，都采用公制单位。美国国家标准技术研究所（NIST）同样偏好使用公制单位。
由於美國曾是大英帝國殖民地，因此美國使用的大多數非公制單位都和现在英国的英制單位在名称上相同。然而，英國的制度在1824年被翻修，一些單位的定義被改變，而当时已独立的美国则未跟随，所以兩個系統之間存在分歧，比如加仑现在在英美两国的定义是不同的。
为了测量长度，美国的习惯系统使用英寸、英尺、码和英里，这是日常使用中仅有的四种习惯长度测量。自1959年7月1日以来，除测量应用外，这些仪器是根据1码 = 0.9144 米定义的。美国、英国和其他英联邦国家同意了这个定义，因此它经常被称为（国际）码。
在采取新的国际定义之前，北美的基本长度测量基准是1927年的北美基准 (NAD27)。NAD27 采用门登霍尔通过三角测量定义的英尺。对于大多数应用，这两个定义之间的差异是微不足道的——新定义下的（国际）英尺为旧定义的0.999998倍。然而，这个差距在更大尺度的测量中会显现。旧标准定义下的英尺被改称为美国测量英尺（US survey foot ）。
NAD27 在1980年代被1983年的北美基准（NAD83）所取代，该基准以米为单位。美国国家大地测量局的相关测量也进行了更新，然而各州依然有权利选择使用哪种英尺定义。在新标准下，所有州的长度单位（除了测量英尺）都以其转换后的公制米进行定义。虽然新旧英尺定义在较小尺度下差异微不足道，在测量领域却会带来数英里的误差，因此24个州立法规定，测量措施应以美国的测量英尺为基础；8个州立法规定以国际英尺为基础。18个州没有具体说明公制单位的换算系数。